# 財神向錢衝
《財神向錢衝》是中華電視公司製播的綜藝益智節目， 主持人為徐乃麟、沈玉琳，助理主持由「神金女孩」擔任。2015年1月19日起每週一至週五晚間9點至10點於台灣華視主頻播出。2015年2月4日-3月31日每週一至週五晚間10點至11點於台灣八大綜合台播出。2015年2月9日起沈玉琳加入主持。

## 播出時間

### 首播
| 頻道       | 所在地 | 播映日期      | 播出時間                 |
| ---------- | ------ | ------------- | ------------------------ |
| 華視主頻   | 臺灣   | 2015年1月19日 | 每週一至週五 21:00-22:00 |
| 八大綜合台 | 臺灣   | 2015年2月4日  | 每週一至週五 22:00-23:00 |

### 重播
| 頻道       | 所在地 | 播映日期      | 播出時間                 |
| ---------- | ------ | ------------- | ------------------------ |
| 華視HD頻道 | 臺灣   | 2015年1月20日 | 每週一至週五 14:00-15:00 |
| 華視HD頻道 | 臺灣   | 2015年1月20日 | 每週一至週五 20:00-21:00 |
| 華視主頻   | 臺灣   | 2015年1月29日 | 每週一至週五11:00-12:00  |
| 華視主頻   | 臺灣   | 2015年1月30日 | 每週一至週五 01:00-02:00 |
| 八大綜合台 | 臺灣   | 2015年2月5日  | 每週一至週五 03:00-04:00 |
| 八大綜合台 | 臺灣   | 2015年2月5日  | 每週一至週五 08:00-09:00 |
| 八大綜合台 | 臺灣   | 2015年2月5日  | 每週一至週五 13:00-14:00 |

### 重播回第1集
| 頻道       | 所在地 | 播映日期     | 播出時間                 |
| ---------- | ------ | ------------ | ------------------------ |
| 華視HD頻道 | 臺灣   | 2015年4月2日 | 每週一至週五 14:00-15:00 |
| 華視HD頻道 | 臺灣   | 2015年4月2日 | 每週一至週五 20:00-21:00 |

## 歷任主持人

### 主持人
| 日期                        | 主持人         |
| 2015年1月19日－2015年2月6日 | 徐乃麟         |
| 2015年2月9日－2015年3月31日 | 徐乃麟、沈玉琳 |

### 助理主持
本節目的助理主持由神金女孩擔任。
| 暱稱    | 本名   |
| ------- | ------ |
| 酥皮    | 楊舒評 |
| 小馬    |        |
| U Yi    | 黃羽翊 |
| 溫蒂    | 謝宜妏 |
| 四月桐  | 陳冠伶 |
| 芸菁    | 張芸菁 |
| 杜可薇  | 杜可薇 |
| Demi    | 楊凱如 |
| 寶第    | 王寶第 |
| 小予兒  | 陳蘊予 |
| Dora    | 吳若羚 |
| 菁菁    | 張菁菁 |
| Vanessa | 陳語媃 |
| A-yo    |        |
| 滴滴    | 江若寧 |
| Stella  |        |
| Candy   |        |
| 千本    |        |

## 節目介紹

### 節目精神
不考智力、不考體力，挑戰「家人、同事、同學、朋友」相互理解的程度與共同生活經驗，傳遞給社會、家庭、族群間美好及和諧的正面力量。結合益智和娛樂的全新綜藝型態，帶給觀眾除了視聽娛樂的價值外，更希望透過節目引發人與人之間的聯繫，更引發觀眾對於社會議題的探討，並且期許創造出「人與人之間的族群和諧」信與價值。

### 競賽機制
每次節目邀起三組參賽者進行競賽，參賽者必須從三組中脫穎而出，並於第三關卡進行「50萬獎金挑戰賽」。前15集是“藝人示範賽”，此後素人參賽者衛冕10次的參賽者還可以獲得「汽車大獎」。

## 節目單元

### 單元一：資格賽
主持人將挑選10個不同類型的題目請參賽者作答，參賽者必須於以搶答的方式進行作答，答題正確的隊伍可獲得100分，回答錯誤其他2隊再進行補答，最後累計分數較高的2隊將進入下一單元，分數最低的隊伍予以淘汰。

### 單元二：決戰金財神
此單元參賽者必須先進行按鈴搶答，主持人於搶答後公布此單元的題目(題目的內容透過民調，由100位民眾共同票選出前6個選項，作為最貼近大眾的共同經驗）參賽者在搶鈴後可決定先答後答的順序，答題的參賽者必須討論回答出最有可能的選項，並累積共同積分；答題者將有2次的回答機會，2次答題機會都未回答出正確的6個選項，將由第2順位參賽者補答，如果能夠答對問題，將會拿下標準答案所有累積分數。此與 家庭問答及大家一起來類似，但如果雙方都無法答對，所有分數歸零，但如果是第2題發生此狀況，可以以第1題累積分數直接宣布贏家。

### 單元三：終極獎金賽
參賽者由7題生活事件的實際反應，作為標準答案，再由隊員評估主答者的行為模式，猜測選項，答對1題獎金1萬，答對5題獎金5萬，並進行第6題獎金變現金的挑戰（例：前5題全部答對，獎金5萬，第6題也答對的話，獎金5萬變現金5萬），更可選擇是否進入第7題的挑戰現金翻10倍（挑戰成功，現金翻10倍；反之，挑戰失敗，現金全數沒收），最高有機會獲得50萬元獎金。素人參賽者在衛冕10次可獲得高級名車。從3月9日，參賽者玩5關遊戲，一關一萬，並進行獎金變現金的挑戰，最高有機會獲得5萬元獎金。參賽者在衛冕10次可獲得高級名車和50萬現金。

## 節目來賓
| 集數                                                                                               | 首播日期      | 參加來賓 | 備註                                         |
| 01                                                                                                 | 2015年1月19日 | 劉雨柔隊 六小福隊(香蕉、山豬、阿虎、卡古) 小甜甜隊                                                                                            | 徐乃麟新節目、華視主頻加入新節目、藝人示範賽 |
| 02                                                                                                 | 2015年1月20日 | 張文綺、ALBEE 潘慧如、趙小僑 曾國城、韋汝 |                                              |
| 03                                                                                                 | 2015年1月21日 | 徐小可、阿BEN 秀琴、陳致遠 小咪、唐志中 |                                              |
| 04                                                                                                 | 2015年1月22日 | 圓圓母女檔 李妍憬母女檔 王思佳母女檔 |                                              |
| 05                                                                                                 | 2015年1月23日 | MV組(珍妮花、小妮、孫肥、豪豪) 舞蹈組(小麥、小喬、融融、MOMO) 導演組(阿豪、蓓蓓、巨砲、國國)                                                  | 此集來賓為周杰倫的專輯工作團隊               |
| 06                                                                                                 | 2015年1月26日 | PAUL、咪咪、番茄、HANA 馬力歐、卜蘭妮、吳明書、許瓊月 沈玉琳、OONNA、MOMO、Willy Li                                                           |                                              |
| 07                                                                                                 | 2015年1月27日 | 夏和熙、張艾亞 瑤瑤、APPLE KID、EASON |                                              |
| 08                                                                                                 | 2015年1月28日 | BOXING Popu Lady 八三夭 |                                              |
| 09                                                                                                 | 2015年1月29日 | 吳鳳、少強、HOKKi、LULU 陳淑萍、吳俊宏、楊靜、楊琳雅 謝忻、華安、大頭、蟑螂                                                                   | 謝忻組獲得20萬                               |
| 10                                                                                                 | 2015年1月30日 | 2*Sweet 佩佩、依依 蜆仔、馬國畢 |                                              |
| 11                                                                                                 | 2015年2月2日  | P!SCO(小論、Rachel、鼎鼎、孫毛) TRASH(金魁剛、頤原)&美好前程(光、MEI) 董事長樂團(吉董、小白、鈞董、小豪)                                      |                                              |
| 12                                                                                                 | 2015年2月3日  | 馬克、瑪麗 雞排妹 郭彥均 |                                              |
| 13                                                                                                 | 2015年2月4日  | 籃波 潘若迪 ANDY | 八大綜合台加入新節目                         |
| 14                                                                                                 | 2015年2月5日  | 黃莉、巴奈 鯰魚哥 吳亦帆、吳廷宏、黃宥傑 |                                              |
| 15                                                                                                 | 2015年2月6日  | 陳盛宇、龍三、陳鳳、李厚愛 夾子電動 呂文碗、麥若愚                                                                                            |                                              |
| 16                                                                                                 | 2015年2月9日  | 丹鼎牛排隊 好棒棒隊 Bond Girls隊 | 沈玉琳加入主持、觀眾衛冕賽                   |
| 17                                                                                                 | 2015年2月10日 | 台北美味隊 風暴必勝隊 好棒棒隊 |                                              |
| 18                                                                                                 | 2015年2月11日 | 霹靂嬌娃隊〈Peter、史嘉雷、Phoebe、馬華〉 黑彩人力隊〈NINI、薛浩、林格璽、王偉龍〉 好棒棒隊〈吳怡慧、莊夢如、劉依晨、陳璽羽〉                 |                                              |
| 19                                                                                                 | 2015年2月12日 | 漢音文化團 富鼎珠寶隊 好棒棒隊 |                                              |
| 20                                                                                                 | 2015年2月13日 | 豬朋狗友隊 米魯酷隊 富鼎珠寶隊 |                                              |
| 21                                                                                                 | 2015年2月16日 | 禾一隊〈尤姿涵、恐龍、獅子丸、DK〉 RK金承熙〈KATHY、金承熙、HONEY、SUNNY〉 豬朋狗友隊                                                         |                                              |
| 22                                                                                                 | 2015年2月17日 | 鴨鴨隊〈陳迅珉、何淯蜜、何淯甄、洪琬晴〉 無間道隊〈小可、NIYA、蔡蔡、婉禎〉 禾一隊〈尤姿涵、恐龍、獅子丸、DK〉                                |                                              |
| 2015年2月18日，華視主頻因播出除夕特別節目《喜氣羊羊迎新春》，故暫停播出一次                        |               | |                                              |
| 春1                                                                                                | 2015年2月19日 | 大財神隊〈朱俐靜、EASON、張艾亞、張立東、陳淑萍、喬幼、GENTLEMAN〉 小財神隊〈翁立友、陳勢安、瑤瑤、舞棍阿伯、唐儷、ANDY、邱鋒澤、卡古、家成〉 | 春節特別節目                                 |
| 2015年2月20日，華視主頻因播出大年初二特別節目《華視主播向前衝》，故暫停播出一次                    |               | |                                              |
| 23                                                                                                 | 2015年2月23日 | 禾力文創〈TALCY、安琪、JOHNY、蓓蓓〉 鄉村戰士〈黃郁翔、黃明智、蕭安廷、鄭叡聰〉 無間道〈小可、NIYA、蔡蔡、婉禎〉                              |                                              |
| 24                                                                                                 | 2015年2月24日 | 喇迪賽〈江志豐〉 鑽石〈蔡小潔、阿南〉 無間道                                                                                                  |                                              |
| 25                                                                                                 | 2015年2月25日 | 永遠的一隊 大嗓門 無間道 |                                              |
| 26                                                                                                 | 2015年2月26日 | 噗攏共〈郭浩涵、王禹葳、吳明彥、張喬鈞〉 財神〈程郁惠、劉青青、陳瑋婕、林嘉珍〉 大嗓門〈陳柔均、李柏宏、蔡依軒、曾瑞雯〉                      | 大嗓門獲得40萬                               |
| 27                                                                                                 | 2015年2月27日 | 庄腳囝仔 中華海事法律 大嗓門 |                                              |
| 28                                                                                                 | 2015年3月2日  | 西文男孩 肯尼〈邱鋒澤〉 中華海事法律 |                                              |
| 29                                                                                                 | 2015年3月3日  | 班長家族 刷不掉 西文男孩 |                                              |
| 30                                                                                                 | 2015年3月4日  | 童星〈王聲平、蕭玉芬、張宇文、張宇豪〉 Sports Girl〈洪倩玉、東姵妤、陳思妤、林冠汝〉 班長家族〈范能新、黃明賢、黃翊瑄、黃翊翔〉               |                                              |
| 2015年3月5日，華視主頻因播出元宵節特別節目《禮讚媽祖慶元宵》2015北港朝天宮元宵晚會，故暫停播出一次 |               | |                                              |
| 31                                                                                                 | 2015年3月6日  | 新創藝〈李飛〉 A級娛樂〈MOMO〉 童星 | 八大綜合台完結篇                             |
| 32                                                                                                 | 2015年3月9日  | 思念的風〈李明洋〉 VMARS 新創藝 |                                              |
| 33                                                                                                 | 2015年3月10日 | 天天樂翻天 蘇州傳奇 VMARS |                                              |
| 34                                                                                                 | 2015年3月11日 | MCES 實境逃脫 財子佳人 VMARS | MCES 實境逃脫獲得4萬                         |
| 35                                                                                                 | 2015年3月12日 | 麥克馬尼 21世紀 MCES 實境逃脫 |                                              |
| 36                                                                                                 | 2015年3月13日 | Single Xcape NO.1〈王思佳〉 麥克馬尼 |                                              |
| 37                                                                                                 | 2015年3月16日 | 鄉村戰士Z ZAZA〈馮千芮〉 麥克馬尼 | 麥克馬尼獲得3萬                              |
| 38                                                                                                 | 2015年3月17日 | 吳法吳天 發發發 麥克馬尼 | 吳法吳天獲得4萬                              |
| 2015年3月18日-2015年3月20日，華視主頻因播出八點檔連續劇《愛你沒條件》，故暫停播出一次              |               | |                                              |
| 39                                                                                                 | 2015年3月23日 | 紅運當頭 鋼彈盪單槓 吳法吳天 |                                              |
| 40                                                                                                 | 2015年3月24日 | 潔潔高昇〈蔡小潔〉 台北美味 紅運當頭 |                                              |
| 41                                                                                                 | 2015年3月25日 | 龍捲鋒 叫瓦斯 潔潔高昇〈蔡小潔〉 |                                              |
| 42                                                                                                 | 2015年3月26日 | OOPS WooHouse 潔潔高昇〈蔡小潔〉 |                                              |
| 43                                                                                                 | 2015年3月27日 | 台北夜遊阿達〈阿達〉 哥哥爸爸 WooHouse |                                              |
| 44                                                                                                 | 2015年3月30日 | 歡迎我們的 符家族 WooHouse | WooHouse獲得3萬                              |
| 45                                                                                                 | 2015年3月31日 | 我們這一家 因為有你〈歐得洋〉 歡迎我們的 | 華視主頻完結篇                               |

## 潤利收視率
调查于2015年，調查範圍為大台北地區，不限年齡、性別電話調查

| 播映日期      | 集數   | 收視平均 | 排名 | 備註 |
| ------------- | ------ | -------- | ---- | ---- |
| 2015年1月19日 | 第1集  | 0.21     |      |      |
| 2015年1月20日 | 第2集  | 0.43     |      |      |
| 2015年1月21日 | 第3集  | 0.38     |      |      |
| 2015年1月22日 | 第4集  | 0.33     |      |      |
| 2015年1月23日 | 第5集  | 0.45     |      |      |
| 2015年1月26日 | 第6集  | 0.33     |      |      |
| 2015年1月27日 | 第7集  | 0.33     |      |      |
| 2015年1月28日 | 第8集  | 0.34     |      |      |
| 2015年1月29日 | 第9集  | 0.34     |      |      |
| 2015年1月30日 | 第10集 | 0.5      |      |      |
| 2015年2月2日  | 第11集 |          |      |      |
| 2015年2月3日  | 第12集 |          |      |      |
| 2015年2月4日  | 第13集 |          |      |      |
| 2015年2月5日  | 第14集 |          |      |      |
| 2015年2月6日  | 第15集 |          |      |      |
| 2015年2月9日  | 第16集 |          |      |      |
| 2015年2月10日 | 第17集 |          |      |      |
| 2015年2月11日 | 第18集 |          |      |      |
| 2015年2月12日 | 第19集 |          |      |      |
| 2015年2月13日 | 第20集 |          |      |      |
| 2015年2月16日 | 第21集 |          |      |      |
| 2015年2月17日 | 第22集 |          |      |      |
| 2015年2月19日 | 春1    |          |      |      |
| 2015年2月23日 | 第23集 |          |      |      |
| 2015年2月24日 | 第24集 |          |      |      |
| 2015年2月25日 | 第25集 |          |      |      |
| 2015年2月26日 | 第26集 |          |      |      |
| 2015年2月27日 | 第27集 |          |      |      |
| 2015年3月2日  | 第28集 |          |      |      |
| 2015年3月3日  | 第29集 |          |      |      |
| 2015年3月4日  | 第30集 |          |      |      |
| 2015年3月6日  | 第31集 |          |      |      |
| 2015年3月9日  | 第32集 |          |      |      |
| 2015年3月10日 | 第33集 |          |      |      |
| 2015年3月11日 | 第34集 |          |      |      |
| 2015年3月12日 | 第35集 |          |      |      |
| 2015年3月13日 | 第36集 |          |      |      |
| 2015年3月16日 | 第37集 |          |      |      |
| 2015年3月17日 | 第38集 |          |      |      |
| 2015年3月23日 | 第39集 |          |      |      |
| 2015年3月24日 | 第40集 |          |      |      |
| 2015年3月25日 | 第41集 |          |      |      |
| 2015年3月26日 | 第42集 |          |      |      |
| 2015年3月27日 | 第43集 |          |      |      |
| 2015年3月30日 | 第44集 |          |      |      |
| 2015年3月31日 | 第45集 | 0.37     |      |      |

## 外部連結
- 官方网站－華視
- 官方网站－八大
- 財神向錢衝的Facebook專頁

| 臺灣 華視主頻 每週一至週五 21:00 - 22:00                  | 臺灣 華視主頻 每週一至週五 21:00 - 22:00         | 臺灣 華視主頻 每週一至週五 21:00 - 22:00 |
| --------------------------------------------------------- | ------------------------------------------------ | ---------------------------------------- |
|                                                           | 財神向錢衝 （2015年1月19日－2015年3月31日）      |                                          |
| 烏龍派出所特別篇（重播） （2015年1月12日－2015年1月16日） | 艋舺燿輝（重播） （2015年4月1日－2015年4月24日） |                                          |

| 臺灣 八大綜合台 每週一至週五 22:00 - 23:00          | 臺灣 八大綜合台 每週一至週五 22:00 - 23:00      | 臺灣 八大綜合台 每週一至週五 22:00 - 23:00 |
| --------------------------------------------------- | ----------------------------------------------- | ------------------------------------------ |
|                                                     | 財神向錢衝 （2015年2月4日－2015年3月6日）       |                                            |
| 流氓蛋糕店（重播） （2014年12月31日－2015年2月3日） | 徵婚啟事（重播） （2015年3月9日－2015年4月3日） |                                            |